# Aníbal Villegas
Aníbal Villegas fue un abogado y diplomático peruano. Fue ministro de Relaciones Exteriores en 1902.

## Biografía
En la década de 1870 fue cónsul general del Perú en Hamburgo. Al estallar la Guerra del Pacífico apoyó abnegadamente a las gestiones destinadas para la adquisición de buques de guerra para la armada peruana, aunque sin resultado. En los años 1890 fue Ministro Residente del Perú en Alemania. El 5 de julio de 1893, en Hamburgo, ultimó con el coronel Carlos Pauli el acuerdo por el cual el Estado Peruano contrataba los servicios de este militar germano. En 1896 pasó a ser Ministro Residente del Perú en Suiza. Pero debido a la crisis económica que afrontaba el Perú, en 1899, se cerraron las legaciones en Alemania y Suiza.
El 9 de agosto de 1902 fue nombrado Ministro de Relaciones Exteriores, integrando el gabinete presidido por el filósofo Alejandro Deustua. Gobernaba entonces el presidente Eduardo López de Romaña. Tuvo que hacer frente a las pretensiones ecuatorianas de extender su posesión al sur de la boca del río Aguarico amenazando avanzar hacia el río Napo. Un cambio de comunicaciones logró mantener el statu quo, momentáneamente. Al año siguiente, se produjo el combate de Angoteros, aunque en ese momento ya no se hallaba Villegas al frente de la Cancillería.
Tuvo también que afrontar el escándalo del “cablegrama Wiesse”. El diputado demócrata Pedro de Osma y Pardo denunció ante la Cámara de Diputados haber descubierto la existencia de un cablegrama que el cónsul general de Chile en Lima habría remitido al canciller chileno José Francisco Vergara Donoso, donde se le informaba que el gobierno peruano no se uniría al pacto tripartito con Ecuador y Colombia, información que alguien habría filtrado desde la cancillería peruana (3 de octubre de 1902). Se supo después que fue Carlos Wiesse Portocarrero, diplomático e historiador tacneño, quien remitió el mensaje, aunque, como más adelante se pudo comprobar, no tenía la intención de espionaje ni deslealtad, sino de alejar para su país de una peligrosa alianza antiperuana de Chile con Colombia. Tampoco el cablegrama había sido hecho por el cónsul chileno, sino por su padre, por indicación de Wiesse, y con carácter personal y privado. Además, el mismo presidente López de Romaña reconoció haber sabido de la existencia del cablegrama, momentos antes de ser enviado. Villegas y Wiesse tenían una estrecha amistad reafirmada en Alemania y Suiza; también conservaban cordial amistad con el canciller de Chile. De todos modos, el asunto ocasionó debates muy virulentos en el Senado y apresuró la caída del gabinete Deustua, a fines de ese mismo mes de octubre. La oposición usó este incidente para desacreditar la política internacional del gobierno de López de Romaña.